# 小池水庫
小池水庫位於臺灣澎湖縣西嶼鄉池西村，為西嶼鄉重要的民生用水來源，屬於在槽式水庫，因水庫緊鄰大池村，故又常被誤稱為大池水庫，該水庫目前由台灣自來水公司第七區管理處澎湖營運所管理與維護。

## 沿革

### 興建背景
澎湖縣西嶼鄉於1980年代期間居住人口約1萬2千人，但西嶼鄉並未設有任何水庫，僅透過島上13口深井，每年抽取約34萬立方公尺的地下水，供應居民所需之民生用水。並且當時西嶼鄉地下水開發已達到飽和，故極需另闢新的民生用水來源。
1984年行政院核定「澎湖縣農業綜合發展規劃及十年實施計劃」，先後推動澎湖縣白沙鄉的赤崁地下水庫、望安鄉的西安水庫，以及西嶼鄉的小池水庫等水資源開發計畫。小池水庫計畫由農業委員會補助經費，並配合臺灣省政府編列之預算，由轄下水利局規畫總隊負責小池水庫興建計畫。後續規畫總隊提出「大池小池水庫初步規劃報告」，計畫在西嶼鄉大池村的臨海池塘興建一欄水壩，藉此將該池塘擴建為水庫，稱為大池水庫，再於大池水庫東南方凹地興建另一座水庫，稱為小池水庫。
然而大池水庫預定地爾後由澎湖縣政府規劃鑿成一座小型漁港，使得大池水庫計畫作廢，1986年臺灣省政府水利局第六工程處派員前往僅存的小池水庫預定地辦理水庫壩址測量工作，並計畫於原大池水庫集水區興建集水溝渠，將地面流水引入小池水庫中蓄存。

### 興建經過
小池水庫於1989年2月4日動工興建，但初期因施工經費不足，僅能施作小池水庫大壩主體的部分。小池水庫集水面積1.05平方公里、正常蓄水位標高14.2公尺、壩頂長度245公尺、壩頂標高17公尺、滿水位蓄水量13萬立方公尺，年計畫供水量29萬3千立方公尺。
小池水庫大壩原規劃採用混凝土重力壩形式，卻因當時澎湖地區可用於生產混凝土的砂石原料短缺，加上經詳細地質調查發現，小池水庫預定地為節理發達、破碎的玄武岩岩盤，此種地質結構並不適合興建混凝土重力壩，因此變更設計改採用土石壩形式，並且為防止竣工蓄水後的壩體漏水狀況，因此於大壩蓄水側另鋪設不透水的PE布，再敷以混凝土蓋板固定不透水布，屬於較為罕見的防漏工法。
大壩下游側因緊鄰海岸，為加強大壩外坡基礎穩固，及防止海浪淘刷，因此壩下增設大量的五噸重消波塊。小池水庫主體工程於1990年2月3日竣工，6月1日啟用，卻因當時台灣自來水公司所屬西嶼淨水場以及越域引水工程尚未動工，使得水庫始終維持低水位蓄水狀態。

### 通水啟用
1996年4月5日台灣自來水公司西嶼淨水場竣工啟用，由該公司第七區管理處澎湖營運所負責管理，抽取西嶼鄉各處自來水深井，以及利用小池水庫取水塔設置的抽水機組，抽取原水加以淨化，供應湖西嶼地區，每日自來水出水量為2,200立方公尺，淨水場總施工經費斥資新臺幣1千995萬8千元，也使得完工數十年未啟用的小池水庫開始實質蓄水。
小池水庫啟用後，因滲漏、降雨量少等多項因素長年呈現庫容低迷甚至空庫狀態，因應澎湖縣政府大力推動觀光發展計畫，台灣自來水公司於2005年在小池水庫北方斥資新臺幣2億元興建西嶼海水淡化廠，並聯通西嶼淨水場共同供水，於2005年12月27日完成施工承包商簽約，計畫裝設挪威阿科凌公司（Aqualyng）製造的海水淡化機組，預計每日淡水生產量可達750噸。

### 滲漏問題
小池水庫自竣工以來持續圍繞在壩體滲漏的棘手問題，由於小池水庫竣工時，因西嶼淨水場尚未施工，長期在低水位狀態下，小池水庫的壩體滲漏狀況並不顯著，也未被重視，直到1998年因淨水場啟用，蓄水位上漲，出現壩體滲漏嚴重的狀況，台灣自來水公司即邀請經濟部水庫安全評估小組前往會勘，與會的中央地質調查所水文地質組科長陳文政判定，滲漏原因應來自壩底基礎的玄武岩節裡產生的漏水現象，但當時相關水利單位仍對壩體滲漏路徑有疑慮，因此展開滲漏調查工作。
經中央地質調查所調閱小池水庫相關設計圖資發現，雖然蓄水側的混凝土蓋板下方，施工單位進行過帷幕灌漿，但設計圖資並無法明確顯示是否為壩體全面灌漿，抑或是僅局部施作帷幕灌漿，且圖資顯示灌漿孔僅鑿深10公尺，未能貫穿上層玄武岩達到水密性較佳的沉積岩層，加上柱狀玄武岩發達的節理特性，可能導致灌漿失效的狀況。
2000年8月強烈颱風碧利斯過境臺灣，也為澎湖地區降下豐沛雨量，小池水庫因而達到滿水位開始自由溢流，中央地質調查所人員利用此次機會進行壩體滲漏觀察，發現大壩下游臨海側多處漏水，甚至大到已可聽見水流聲，與大壩接穰的海灘在退潮時也可見清晰的滲漏水蝕刻痕跡，預估每日漏水量達到800立方公尺，顯見小池水庫漏水狀況極為嚴重，水庫安全再度受到重視。
由於小池水庫滲漏情況緊急，自來水公司於颱風過後2000年9月1日再度邀請水庫安全評估小組二度會勘，經現場人員判斷，滲漏情況大部分發生在壩底及大壩兩側的基礎玄武岩柱狀節理，自來水公司堪慮大壩蓄水側可能因漏水使得大壩凹陷，防水混凝土蓋板破裂，造成水庫蓄水失效，因此擬定展開小池水庫滲漏改善工程。
2005年台灣自來水公司辦理澎湖小池水庫滲漏改善工程，但完工後實際成效仍不彰，因此2007年二度辦理改善工程，成效依舊不顯著，2019年3月持續推動第三階段的小池水庫改善工程。

## 圖集

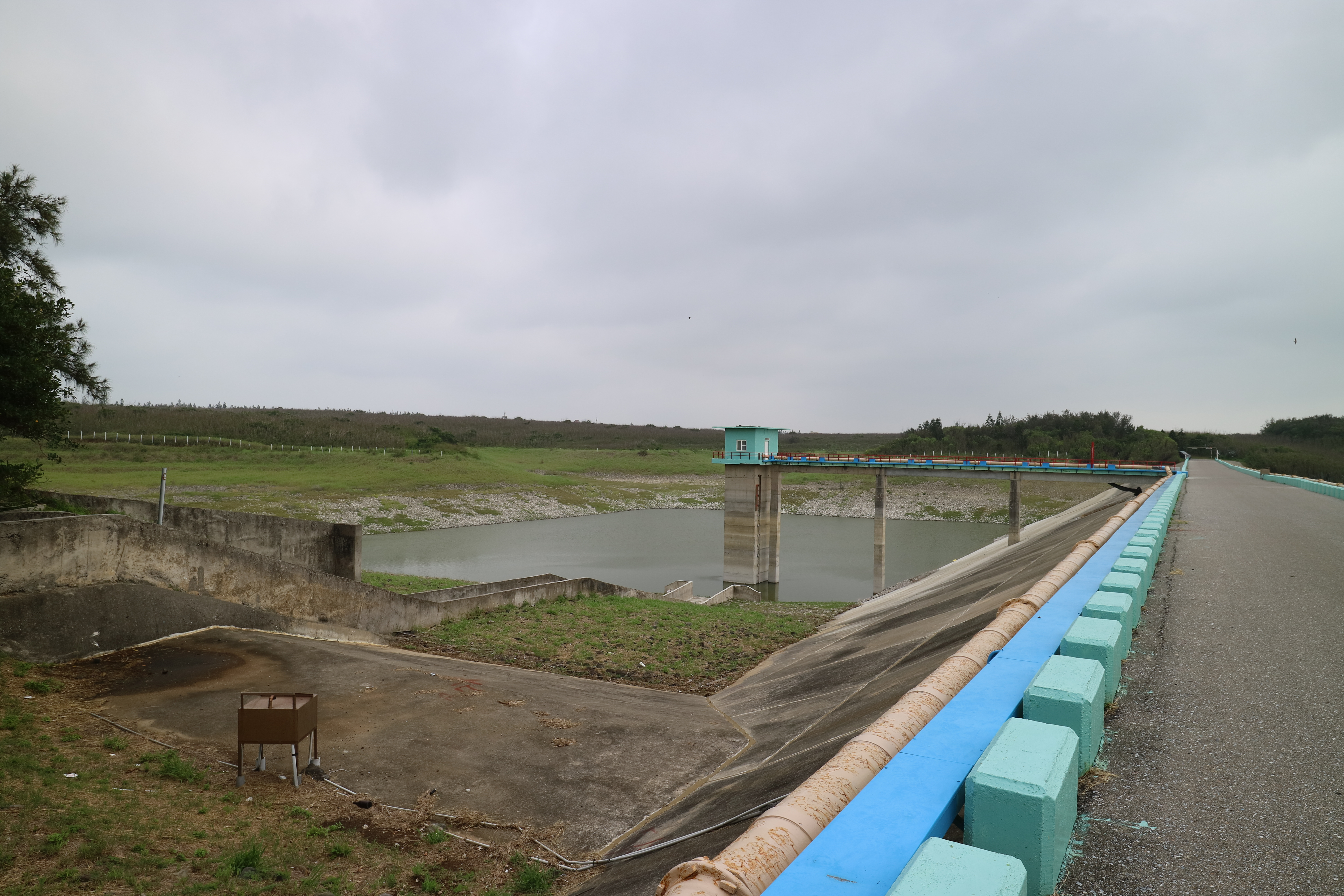
小池水庫庫容區，左方溝渠為自由溢流堰渠道，中央為取水塔。
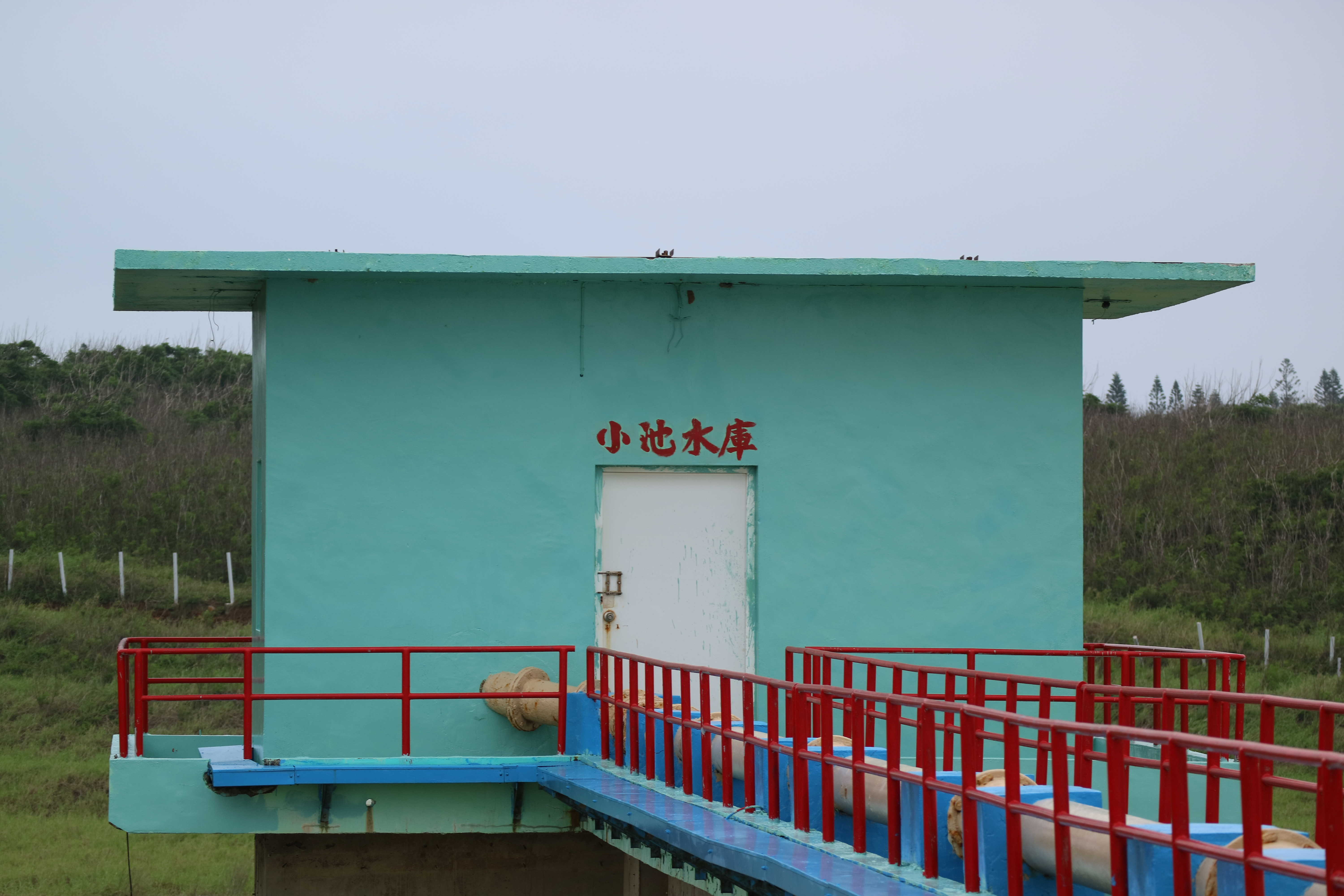
小池水庫取水塔控制站。
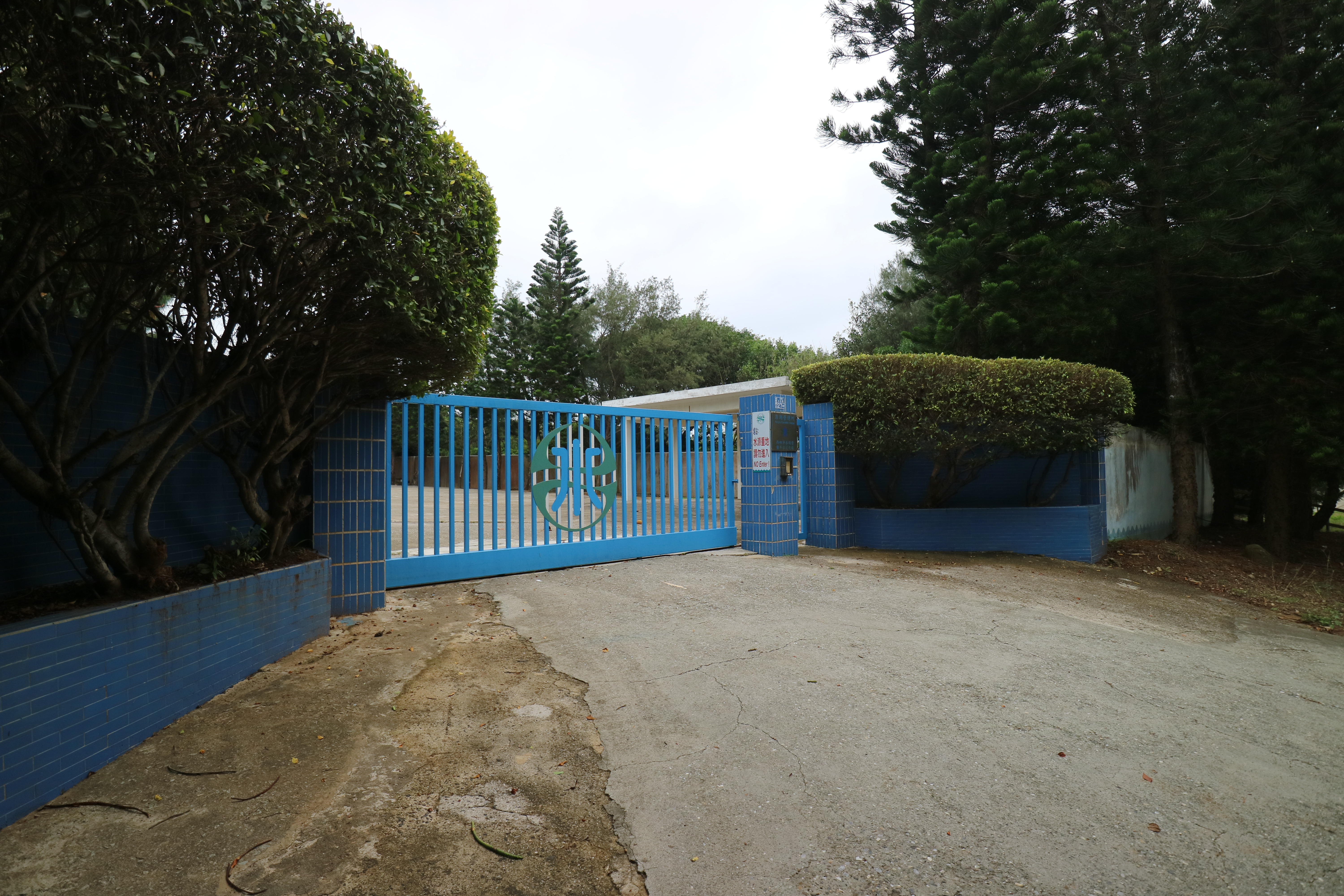
台灣自來水公司第七區管理處西嶼淨水場大門，緊鄰小池水庫。
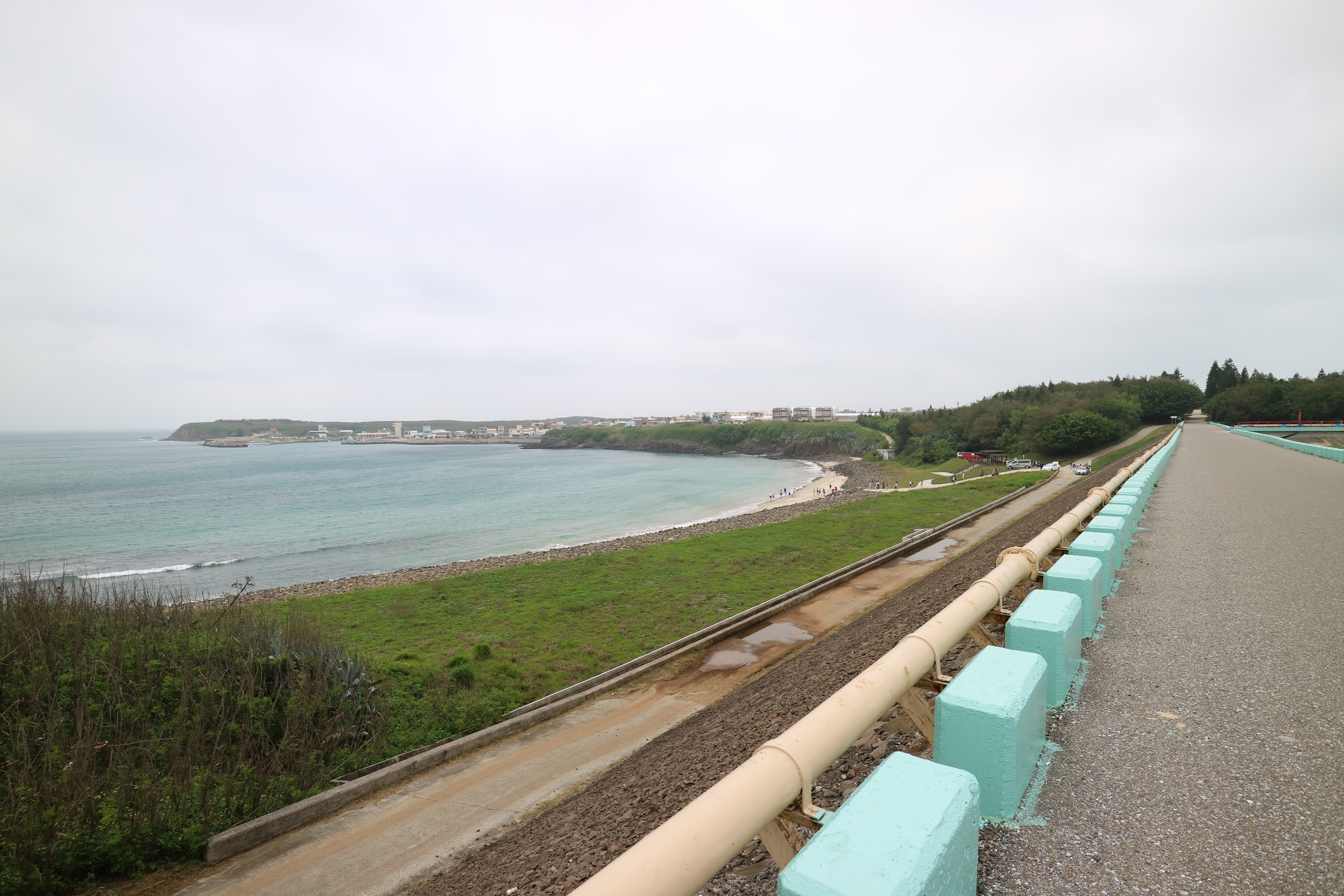
澎湖縣西嶼鄉漲潮時的夢幻沙灘與小池水庫大壩底部。

## 環境影響

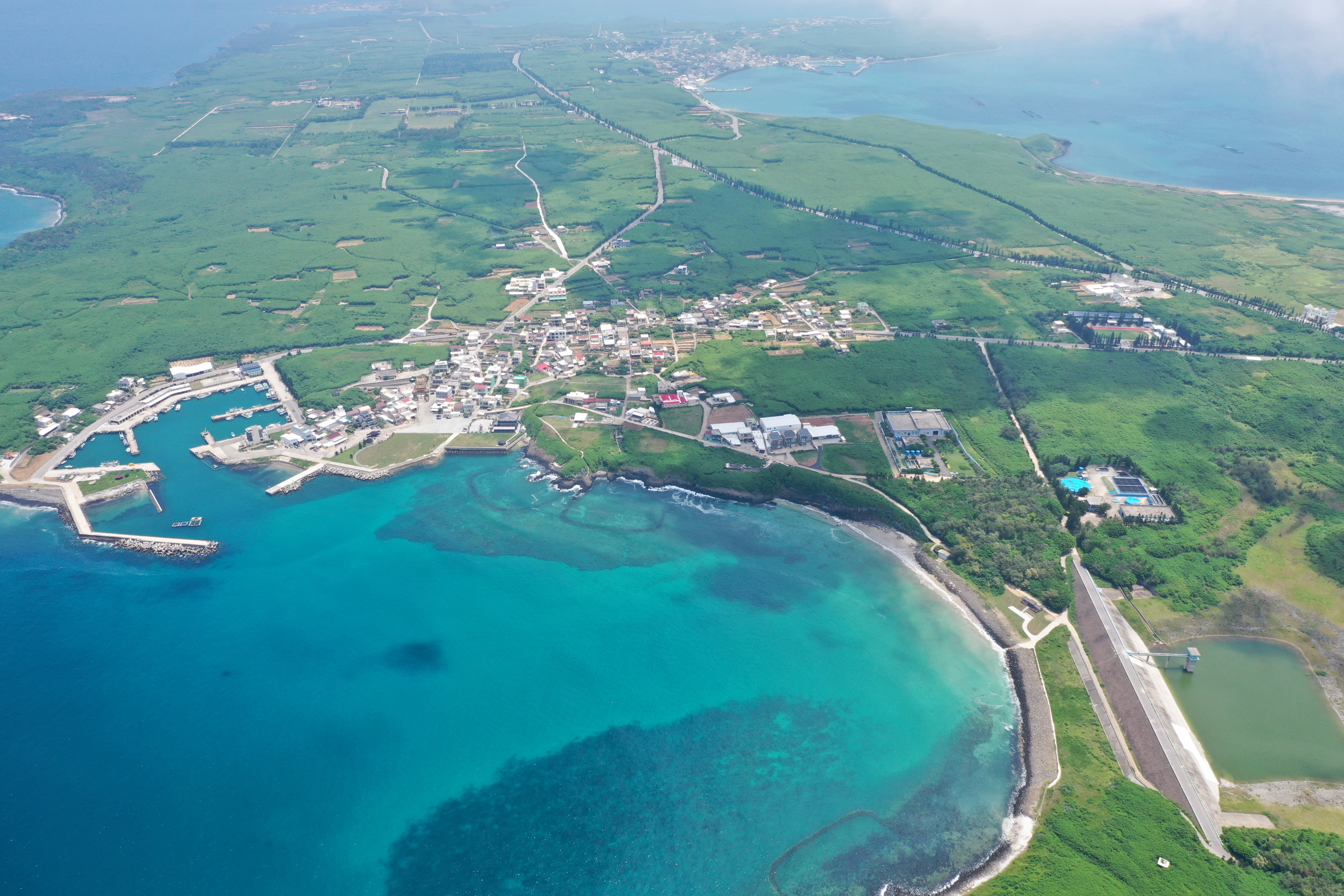
大池村暨小池漁港(右下側）空拍圖。

小池水庫原臨海側為海灣型沙灘，並且是當地著名景點，俗稱「網垵沙灘」，另有「夢幻沙灘」的美稱。該沙灘曾吸引過綠蠵龜上岸產卵，卻在小池水庫興建後，為保護壩體，於沙灘投放大量消波塊，使得沙灘面積大減，且不再有綠蠵龜上岸產卵。2017年1月因應近年氣候變遷，加上東北季風與潮汐影響，網垵沙灘逐有侵蝕倒退傾向，對此澎湖縣政府工務處於網垵沙灘投放更多石塊以維護海岸線，卻也因此引發爭議，擔心網垵沙灘即將消失。

## 基本資料
- 河系：無
- 集水面積：1.05平方公里[6]
- 最高洪水位（又稱最大可能洪水位（PMF））：標高15公尺[6]
- 總蓄水量：20萬5千立方公尺[2]
- 計畫有效蓄水量：20萬5千立方公尺[6]
- 壩型：混凝土蓋板土石壩[6]
- 壩頂：標高17公尺[6]
- 最大壩身高度：16公尺[6]
- 壩頂長度：245公尺[6]
- 壩頂寬度：6公尺[6]

## 交通資訊
- 澎湖縣西嶼鄉池西村27之2號（西嶼淨水場）。

## 資料來源
1. 1 2 3 4  . 經濟部水利署. 2011-09-09  [2019-05-05]. （原始内容存档于2011-10-24） （中文（臺灣））.
2. 1 2 3   (PDF). 經濟部水利署. 2016  [2019-05-05]. （原始内容 (PDF)存档于2021-05-10） （中文（臺灣））.
3. 1 2 3 4 5 6 7  張炎銘. . 臺北市: 科技圖書. 2011年. ISBN 9789576554926.
4. 1 2 3  . 教育大市集.   [2019-05-05] （中文（臺灣））.[]
5. ↑  . 國立海洋大學網路發展協會.   [2019-05-05]. （原始内容存档于2009-11-24） （中文（臺灣））.
6. 1 2 3 4 5 6 7 8 9  . 國立海洋大學網路發展協會.   [2019-05-05]. （原始内容存档于2009-11-24） （中文（臺灣））.
7. 1 2 3 4 5 6 7  賴典章、陳文政.  (PDF). 中央地質調查所.   [2019-05-05] （中文（臺灣））.[]
8. 1 2  . 經濟部水利署. 2014-10-14  [2019-05-05]. （原始内容存档于2021-05-08） （中文（臺灣））.
9. ↑  . 經濟部水利署. 2004-10-26  [2019-05-05] （中文（臺灣））.[永久]
10. ↑  . 教育大市集.   [2019-05-05] （中文（臺灣））.[]
11. ↑  廖繼銘. . 自立晚報. 2006-01-13accessdate=2019-05-05 （中文（臺灣））.
12. ↑  . 行政院公共工程委員會.   [2019-05-05]. （原始内容存档于2020-02-16） （中文（臺灣））.
13. ↑  劉禹慶. . 自由時報. 2017-01-13  [2019-05-05]. （原始内容存档于2018-12-25） （中文（臺灣））.